# Engastración

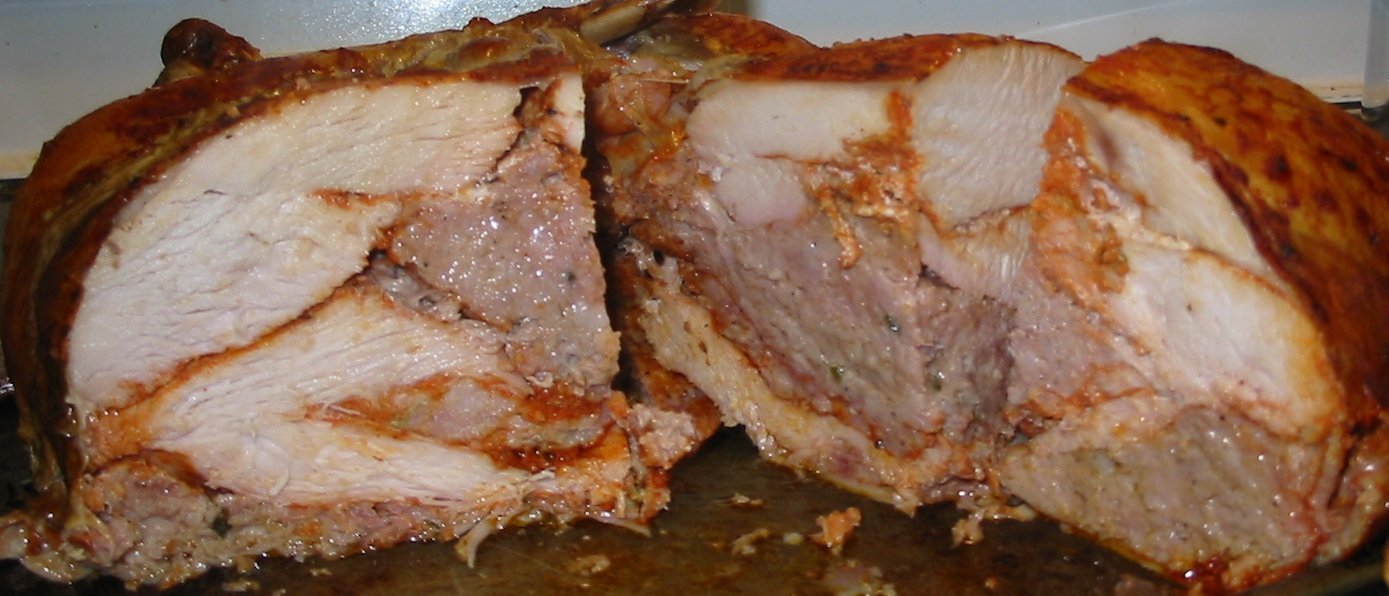
El interior de un Turducken relleno de salchicha

La engastración es una técnica culinaria en la que se introducen los restos de un animal en otro. El método se originó supuestamente durante la Edad Media. Entre los platos que se elaboran con este método está el turducken, que consiste en colocar carne de pollo dentro de una carcasa de pato dentro de un pavo. Algunas comidas creadas mediante la engastración llevan relleno entre cada capa. Las carcasas se suelen deshuesar antes de colocarlas juntas.